# Джессі Маккартні
Джессі А. Маккартні (англ. Jesse A. McCartney; нар. 9 квітня 1987) — американський співак і актор.
Батько Скот Маккартні й мати Джинджер Маккартні, молодший брат Тімоті (Тіммі) Гловер Марко Маккартні й сестра Леа Джойс Маккартні. Джессі живе в Ардслей, Нью-Йорк. Він закінчив Ardsley High School 22 червня 2005 року.

## Біографія
Джессі Артур Абрахам Маккартні народився 9 квітня 1987 року в Манхеттені, у великій родині.
Джессі зараз живе в Ардслеї, Нью-Йорк. Він закінчив середню школу Ардслея — 22 червня 2005 року. Із самого дитинства Джессі вже хотів співати й грати в кіно, і зміг реалізувати свою мрію.
Спочатку, у 7 років він починає виступати в місцевому товаристві, а потім приєднується до гри в постановках: «Олівер» (1994), «Король і я» (1995 і 1997), A Christmas Carol (1998) і Салют на Бродвей (Salute to Broadway, 2002).
В 11 років Джессі одержує свою першу роль у шоу «Всі мої діти» (All My Children). Він залишався в шоу з 1998 по 2001 рік.
У 1998 році Джессі попадає в дитячий гурт «Sugar Beats». Проспівавши рік у цій групі, Джессі попадає в хлопчачу групу «Dream Street». Спочатку група називалася «Boy Wonder», назву якої, було взято з журналу коміксів. Планувалося створити наймолодшу й популярну хлопчачу групу, де вік учасників був від 11 до 14 років. Творці групи були: Луїс Балдоньєрі й Браян Луков. У групу ввійшло 6 учасників, це Джессі, Джордан Кнайт, Біллі Кеннеді, Корі Аустін, Грег Рэпосо, Кріс Тройсдейл. Після група змінює назву на «Dream Street» і перед початком запуску проєкту, через розбіжності, групу залишає Корі Аустін. Група проіснувала із травня 1999 до серпня 2002 року, випустивши тільки один альбом «Dream Street» — 10 липня 2001 року. Альбом став «золотим». Але в 2002 році батьки хлопчиків вирішили подати позов проти творців групи. Хоч батьки виграли суд, групі був покладений кінець, і учасники групи розійшлися по різних сторонах для сольних проєктів.
Джессі починає співати соло. Продюсери групи «Dream Street» Шеррі Кондор і Бонні Галлантер, з Ендрю Голд і Джинджер МАККАРТНІ запустили студію звукозапису «JumpAhead Productions» і підписали з ним контракт.
Спочатку Джессі записує пісні «Beautiful Soul», «Don't You» і «Why Don't You Kiss Her», і випускає перший, пробний альбом «J Mac» в 2003 році. Альбом складався лише з 3 раніше записаних пісень. А після вирушає в тур. Після туру, він випускає повноцінний альбом «Beautiful Soul» — 28 вересня 2004 року. Його пісня «Beautiful Soul» стала відразу ж хітом. Альбом став платиновим 24 лютого 2005 року. Наразі альбом проданий числом 1,5 мільйона копій. При цьому, паралельно знімається в серіалі «Вічне літо», де грав Бредіна Вестерлі.
У 2005 році Джессі вирішив взяти участь у зніманні до фільму «Кит», що з'явився на екранах у США в 2008 році. А після вирішує записати не менш успішний альбом «Right Where You Want Me», що вийшов 19 вересня 2006. У тур у підтримку цього альбому Джессі так і не поїхав через студію звукозапису, що відмовила йому в цьому.
20 травня 2008 року вийшов третій альбом «Departure», що став доросліше попередніх двох альбомів. Джессі співпрацював з реггі-хіп-хоп гуртом «Cipes And The People». Під час запису третього альбому, Джессі написав разом з «One Republic's» пісню «Bleeding Love» для британської співачки Леони Льюїс. Тепер Джессі зайнятий розкручуванням свого наступного альбому й озвучуванням різних проєктів.

## Фільмографія

### Фільми
| Рік  | Назва                                       | Оригінальна назва                                     | Роль          | Примітка             |
| ---- | ------------------------------------------- | ----------------------------------------------------- | ------------- | -------------------- |
| 2001 | Пірати Центрального парку                   | The Pirates of Central Park                           | Саймон Баскін |                      |
| 2001 | Живий концерт Dream Street                  | Dream Street Live                                     | Себе          |                      |
| 2002 | Найбільший фанат                            | The Biggest Fan                                       | Себе          |                      |
| 2005 | Піца                                        | Pizza                                                 | Джастін       |                      |
| 2005 |                                             | Jesse McCartney Up Close                              | Себе          | Документальний фільм |
| 2005 | Джессі Маккартні живий концерт              | Jesse McCartney Live: The Beautiful Soul Tour         | Себе          | Концертний фільм     |
| 2007 | Елвін і бурундуки                           | Alvin and the Chipmunks                               | Теодор        | Озвучка              |
| 2008 | Хортон                                      | Horton Hears a Who!                                   | Джо Джо       | Озвучка              |
| 2008 | Мінливі байки: 3 поросяти й дитина          | Unstable Fables: 3 Pigs and a Baby                    | Лакі          | Озвучка              |
| 2008 | Кіт                                         | Keith                                                 | Кіт           | Головна роль         |
| 2008 | Феї                                         | Tinker Bell                                           | Теренс        | Озвучка              |
| 2009 | Джессі Маккартні живий концерт в домі блюзу | Jesse McCartney: Live at the House Blues Sunset Strip | Себе          | Концертний фільм     |
| 2009 | Феї: Загублений скарб                       | Tinker Bell and the Lost Treasure                     | Теренс        | Озвучка              |
| 2009 | Елвін і бурундуки 2                         | Елвін і бурундуки 2                                   | Теодор        | Озвучка              |
| 2010 | Пам'ятай про Гонзо                          | Beware the Gonzo                                      | Гейвін Рейлі  |                      |
| 2010 | Феї: Фантастичний порятунок                 | Tinker Bell and the Great Fairy Rescue                | Теренс        | Озвучка              |
| 2011 | Заводна дівчинка                            | The Clockwork Girl                                    | Хакслі        | Озвучка              |
| 2011 | Феї: Зимова історія                         | Tinker Bell and the Mysterious Winter Woods           | Теренс        | Озвучка              |
| 2011 | Елвін і бурундуки 3D                        | Alvin and the Chipmunks 3D                            | Теодор        | Озвучка              |
| 2012 | Феї: Таємниця зимового лісу                 | Tinker Bell: Secret of the Wings                      | Теренс        | Озвучка              |
| 2012 | Заборонена зона (фільм)                     | Chernobyl Diaries                                     | Кріс          |                      |
| 2013 | Життя у коледжі                             | Campus Life                                           | Арі           |                      |
| 2013 | Крила                                       | Wings                                                 | Циклон        | Озвучка              |

- 1998-2001 — Всі мої діти (All My Children) — Adam 'Sunshine
- 2000 — Закон і порядок (Law & Order) — Danny Driscoll
- 2003-2005 — Вічне літо (Summerland) — Bradin Westerly
- 2005 — Підстава (Punk'd s 05 e03) — самого себе
- 2005 — What І Like About You (серіал) — s3e03 «The Not So Simple Life» — самого себе
- 2005 — Насищене життя Зака й Коді (The Suite Life of Zack and Cody s01e17) — телесеріал з Брендою Сонг і Ешлі Тісдейл — самого себе
- 2007 — Ханна Монтана (Hannah Montana s2e12) — самого себе
- 2009 — Університет (Greek) — Andy
- 2008 — Закон і порядок. Спеціальний корпус (Law and Order Special Victims Unit s10e06) — Max Matarazzo
- 2010 — Молода Справедливість (Young Justice) — Dick Grayson / Robin
- 2015 — Код кампусу (Campus Life) — Арі
- 2020 — Кохання, весілля та інші катастрофи (Love, Weddings & Other Disasters) — Ленні

## Дискографія
Студійні альбоми
- 2004 — Beautiful Soul
- 2006 — Right Where You Want Me
- 2008 — Departure
- 2009 — Departure: Recharged
- 2010 — TBA
- 2011 — Have it All